# Chrysiptera brownriggii
Chrysiptera brownriggii är en fiskart som först beskrevs av Bennett 1828.  Chrysiptera brownriggii ingår i släktet Chrysiptera och familjen Pomacentridae. Inga underarter finns listade i Catalogue of Life.